# Пузовка
Пузовка — деревня в Тотемском районе Вологодской области.
Входит в состав Толшменского сельского поселения, с точки зрения административно-территориального деления — в Никольский сельсовет.
Расположена на правом берегу реки Толшма. Расстояние по автодороге до районного центра Тотьмы — 102 км, до центра муниципального образования села Никольское — 1 км. Ближайшие населённые пункты — Никольское, Родионово, Терентьевская, Трызново, Френиха, Хреново.
По переписи 2002 года население — 15 человек.
По переписи 2010 года население — 5 человек.